# One by One (Elize Ryd)
One by One (dall'inglese: Uno ad uno) è un singolo della cantautrice svedese Elize Ryd in collaborazione con il tenore Rickard Söderberg, pubblicato il 13 febbraio 2015 da Capitol Music Group Sweden. Il brano è stato scritto e composto dalla stessa Ryd oltre che da: Jimmy Jansson, Karl-Ola Kjellholm e Sharon Vaughn.
Il duo ha partecipato con One by One al Melodifestival 2015, gareggiando nella prima semifinale dove si è classificato al 5° e penultimo posto.

## Tracce
Testi e musiche di Elize Ryd, Jimmy Jansson, Karl-Ola Kjellholm e Sharon Vaughn.
1. One by One – 3:02
2. One by One (versione strumentale) – 3:02

Durata totale: 6:04